# Herb gminy Bolesław (powiat dąbrowski)
Herb gminy Bolesław – jeden z symboli gminy Bolesław, ustanowiony 29 grudnia 2005.

## Wygląd i symbolika
Herb przedstawia na tarczy koloru zielonego srebrną rzekę (nawiązanie do Wisły), a nad nią: skrzyżowane srebrne wiosło i włócznia, otoczone dwoma złotymi kłosami zboża. 